# 布倫特伍德和翁加 (英國國會選區)
布倫特伍德和翁加（英語：Brentwood and Ongar），英國國會一郡選區，包括英格蘭東部埃塞克斯郡布倫特伍德區全部和埃平森林區一部。始設於1974年。
本區一直支持保守黨。2010年大選中艾里克·皮克爾斯以56.9%選票勝出該區連任成功。